# Гамбетта (станция метро, Париж)
Гамбетта (фр. Gambetta) — пересадочный узел Парижского метрополитена между линиями 3 и 3bis. 

## История
- Станция открыта 25 января 1905 года в составе пускового участка Пер-Лашез — Гамбетта линии 3. Тогда в конце линии располагалась разворотная петля (сейчас это зал линии 3bis и служебная соединительная ветвь между линиями 3 и 3bis) с единственной островной платформой между двумя путями на петле, а в 232 метрах западнее станции была построена станция «Мартен-Надо».
- 27 ноября 1921 года линия была продлена до станции «Порт-де-Лила»
- В 1969—1971 годах, в связи со строительством пускового участка Гамбетта — Гальени участок Пер-Лашез — Гамбетта подвергся кардинальной реконструкции. В результате постройки нового зала линии 3 была ликвидирована станция «Мартен-Надо», чьи платформы стали проходами от выходов к западному торцу нового зала станции «Гамбетта». Тоннели перегона Мартен-Надо — Гамбетта (при движении в сторону Пер-Лашеза) были перестроены в переход между залами. Окончательно реконструкция завершилась в 1971 году: 23 марта произошло вычленение участка до Порта де Лила в линию 3bis, а через полторы недели, 2 апреля 1971 года, открылся участок до Гальени.
- Пассажиропоток по станции по входу в 2011 году, по данным RATP, составил 7 576 845 человек[1]. В 2013 году этот показатель снизился до 7 445 691 пассажира (35 место по уровню входного пассажиропотока в Парижском метро)[2].

## Этимология названия
Станция получила название по авеню Гамбетта, названной по фамилии известного французского социалиста Леона Мишеля Гамбетта. Его фамилия также фигурирует в названии одной из станций Лионского метрополитена.

## Путевое развитие
- На перегоне Гамбетта — Порт де Баньоле линии 3 располагается средний путь для отстоя, от которого ответвляются служебные соединительные ветви на перегон Гамбетта — Пельпор линии 3bis и в ателье де Сен-Фаржо, обслуживающее линии 3, 3bis и 7bis.
- На линии 3bis между примыканием ССВ на линию 3 и станцией располагаются пошёрстный и противошёрстный съезды, а один из двух станционных путей оборудован канавой для проведения небольшого техосмотра поезда.

## Галерея
- Состав модели MF 67 в зале линии 3
- Зал линии 3bis.
- Северный торец зала линии 3bis